# Macruromys elegans
Macruromys elegans är en däggdjursart som beskrevs av Stein 1933. Macruromys elegans ingår i släktet Macruromys och familjen råttdjur. IUCN kategoriserar arten globalt som otillräckligt studerad. Inga underarter finns listade i Catalogue of Life.
Artepitetet i det vetenskapliga namnet är bildat av det latinska ordet elegans (smakfullt).
Denna gnagare är bara känt från en liten bergstrakt på västra Nya Guinea. Regionen ligger 1400 till 1800 meter över havet. I området finns bergsskogar men det är oklart om de är djurets enda habitat.